# Michel Jourdain junior
Michel Jourdain junior (* 2. September 1976 in Mexiko-Stadt) ist ein mexikanischer Automobilrennfahrer. Er startete von 1996 bis 2004 in der CART-Serie. Seine beste Gesamtplatzierung war ein dritter Rang. Darüber hinaus fuhr er unter anderem in der NASCAR Nationwide Series, der Tourenwagen-Weltmeisterschaft (WTCC) sowie der Rallye-Weltmeisterschaft (WRC).
Er ist der Sohn von Michel Jourdain senior und ein Neffe von Bernard Jourdain.

## Karriere
Michel Jourdain junior begann seine Motorsportkarriere im Formelsport 1987 in der mexikanischen Formel Junior. Er blieb vier Jahre in dieser Rennserie und wurde 1989 Gesamtvierter. 1991 wechselte er in die mexikanische Formel-2-Meisterschaft. Er trat eine halbe Saison an und wurde 17. in der Gesamtwertung. Zudem nahm er an der mexikanischen Formula K Endurance Series teil. Jourdain blieb die folgenden vier Jahre in der mexikanischen Formel-2-Meisterschaft. Er verbesserte seine Gesamtplatzierungen. Nach einem 15. Platz 1992, einem zwölften Platz 1993 und einem achten Platz 1994 wurde er 1995 Dritter in der Meisterschaft. Zudem nahm er von 1993 bis 1995 auch am mexikanischen Delvac Cup sowie am mexikanischen Tecate Cup teil.

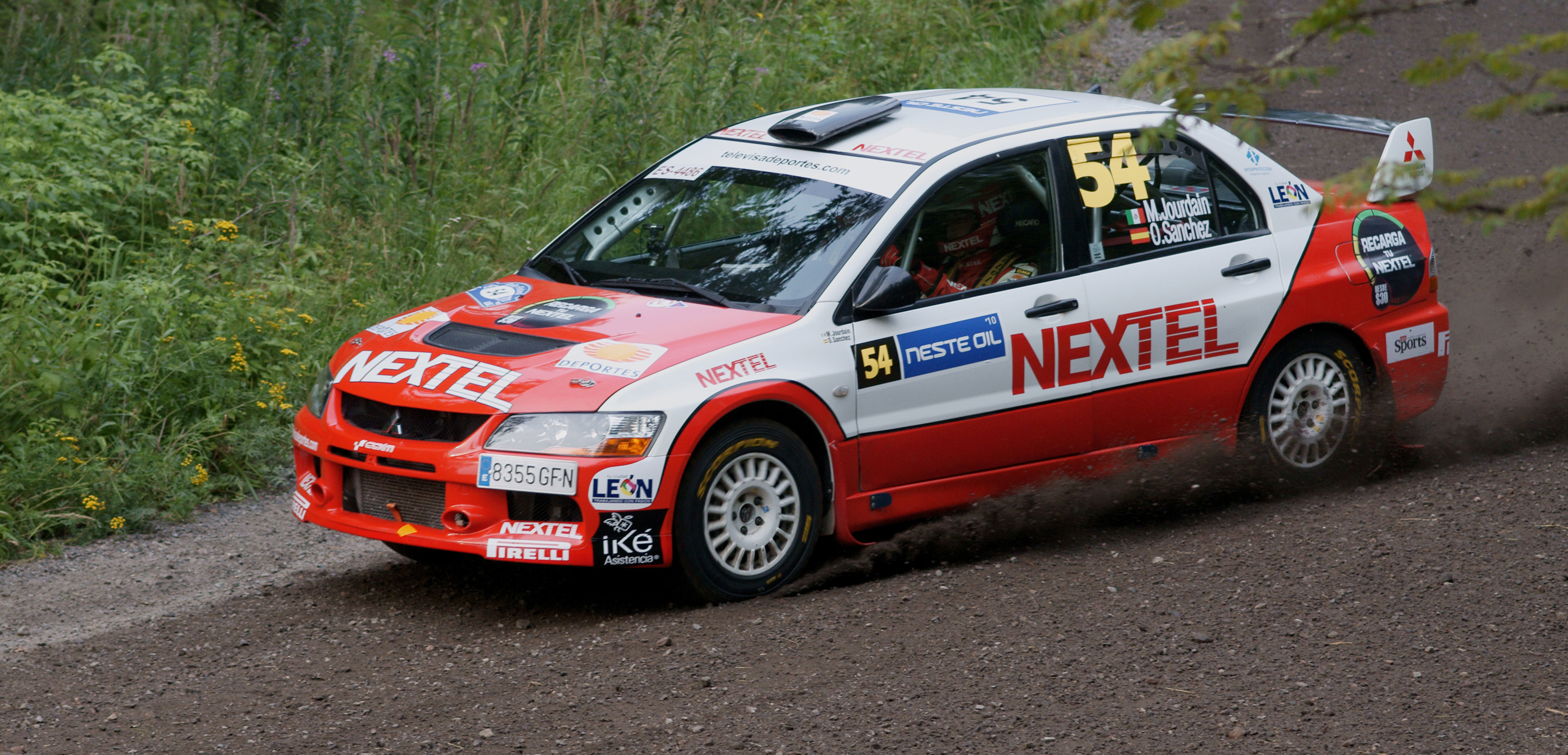
Michel Jourdain junior 2010 bei der Finnland-Rallye

1996 war Jourdain ohne permanentes Cockpit. In der Indy Racing League trat er für das Team Scandia zu zwei Rennen, unter anderem dem Indianapolis 500, an. Er wurde 20. in der Fahrerwertung. In der Indy Car World Series nahm er für Dick Simon Racing an sechs Veranstaltungen teil und erreichte den 37. Gesamtrang. In der Saison 1996/1997 der Indy Racing League startete er für das Team Scandia zum Rennen in Las Vegas und erzielte den zweiten Platz. Für 1997 erhielt Jourdain in der CART-Serie, der ehemaligen Indy Car World Series, bei Payton/Coyne Racing ein Cockpit für die gesamte Saison. Mit einem 13. Platz als bestes Resultat schloss er die Saison auf dem 29. Rang ab. 1998 blieb Jourdain bei Payton/Coyne Racing. Mit einem zehnten Platz erreichte er eine Top-10-Platzierung. Er wurde 24. in der Fahrerwertung. Teamintern holte er mehr Punkte als seine Teamkollegen Gualter Salles und Dennis Vitolo, die sich ein Cockpit teilten. 1999 bestritt Jourdain seine dritte Saison für Payton/Coyne Racing und war erneut der einzige Pilot des Teams, das teilweise drei Autos einsetzte, der jedes Rennen bestritt. Mit einem siebten Platz erzielte er sein bis dahin bestes CART-Ergebnis. In der Gesamtwertung schloss er die Saison auf dem 25. Platz ab.
2000 wechselte Jourdain innerhalb der CART-Serie zu Bettenhausen Racing, die nur einen Fahrer einsetzten. Mit einem achten und einen siebten Platz kam er zweimal in die Top 10 und beendete die Saison auf dem 22. Gesamtrang. 2001 blieb Jourdain bei Bettenhausen Racing. Er erreichte drei Top-10-Resultate und stand als Dritter in Brooklyn erstmals auf dem Podium. In der Fahrerwertung wurde er 20.
2002 wurde Jourdain vom Team Rahal als Teamkollege des ehemaligen Meisters Jimmy Vasser unter Vertrag genommen. Während Vasser die Saison mit einem Sieg auf dem siebten Platz beendete, verbesserte sich Jourdain in der Fahrerwertung auf den zehnten Platz. Drei vierte Plätze waren seine besten Resultate. Bei 14 von 19 Rennen kam er in den Top 10 ins Ziel. 2003 blieb Jourdain beim Team Rahal, das nur noch ein Fahrzeug einsetzte. Nach drei Podest-Platzierungen gewann er beim Rennen in West Allis sein erstes CART-Rennen. In Montreal erzielte er einen weiteren Sieg. In der Meisterschaft wurde er mit 195 Punkten Dritter hinter Paul Tracy (226 Punkte) und Bruno Junqueira (199 Punkte). Nachdem das Team Rahal die CART-Serie verlassen hatte und die Serie in Champ Car World Series umbenannt worden war, wechselte Jourdain 2004 zu RuSPORT und wurde Teamkollege von A. J. Allmendinger. Ein zweiter Platz in Vancouver war sein bestes Resultat. Intern unterlag er Allmendinger, der als Sechster bester Rookie wurde, mit 185 zu 229 Punkten und schloss die Meisterschaft auf dem zwölften Platz ab.
2005 verließ Jourdain den Formelsport und wechselte in die NASCAR. Er nahm an der Busch Series teil und wurde 37. Zudem startete er zu einem Rennen der West Series. 2006 nahm Jourdain nur an einzelnen Rennen in der NASCAR Craftsman Truck Series, der NASCAR Busch Series und der Rolex Sports Car Series teil.
2007 trat Jourdain in der Tourenwagen-Weltmeisterschaft (WTCC) als Seat-Werksfahrer an. Mit einem sechsten Platz erzielte er eine Punkteplatzierung und wurde 18. in der Weltmeisterschaft. Darüber hinaus nahm er an zwei Rennen der NASCAR Busch Series und einem Rennen der Rolex Sports Car Series teil. Am Ende des Jahres nahm er für das mexikanische Team an vier A1GP-Rennen der Saison 2007/2008 teil. Ein 13. Platz war sein bestes Resultat. 2008 startete er zu einem Rennen der NASCAR Nationwide Series, der ehemaligen Busch Series. In insgesamt 26 Nationwide-Rennen erzielte er eine Top-10-Platzierung. Darüber hinaus nahm er in dem Jahr an einem Rennen der American Le Mans Series (ALMS) teil. Nach einer einjährigen Pause trat Jourdain 2010 zu zwei Rennen der Turismos de Resistencia einer mexikanischen Tourenwagenserie an.
Sein Hauptaugenmerk lag 2010 und 2011 jedoch nicht auf dem Rundstrecken-, sondern auf dem Rallye-Sport. Er nahm in beiden Jahren an Rallyes, unter anderem in der Rallye-Weltmeisterschaft (WRC), teil. In der WRC war ein 14. Platz sein bestes Ergebnis.
2012 kehrte Jourdain in den amerikanischen Monoposto-Sport zurück. Bei Rahal Letterman Lanigan, dem ehemaligen Team Rahal, erhielt er ein Cockpit fürs Indianapolis 500. Sein letzter Start in der IndyCar Series, der ehemaligen Indy Racing League, war 1996. Im Rennen erreichte er den 19. Platz. 2013 erhielt Jourdain erneut ein Cockpit bei Rahal Letterman Lanigan Racing für das Indianapolis 500. Er scheiterte jedoch an der Qualifikation. Jourdain bezeichnete das Auto als unfahrbar. Seinem Team gelang es nicht, das Problem zu lokalisieren. Auch Jourdains Teamkollege Graham Rahal gelang mit diesem Fahrzeug keine konkurrenzfähige Zeit.

## Persönliches
Michel Jourdain junior ist nicht der einzige Rennfahrer aus seiner Familie. Sein Vater Michel Jourdain senior und sein Onkel Bernard Jourdain waren beide in der CART-Serie aktiv.

## Statistik

### Karrierestationen
| - 1987: Mexikanische Formel Junior - 1988: Mexikanische Formel Junior - 1989: Mexikanische Formel Junior (Platz 4) - 1990: Mexikanische Formel Junior - 1991: Mexikanische Formel 2 (Platz 17) - 1992: Mexikanische Formel 2 (Platz 15) - 1993: Mexikanische Formel 2 (Platz 12) - 1994: Mexikanische Formel 2 (Platz 8) - 1995: Mexikanische Formel 2 (Platz 3) - 1996: Indy Racing League (Platz 20) - 1996: Indy Car World Series (Platz 37) - 1997: Indy Racing League (Platz 36) | - 1997: CART (Platz 29) - 1998: CART (Platz 24) - 1999: CART (Platz 25) - 2000: CART (Platz 22) - 2001: CART (Platz 20) - 2002: CART (Platz 10) - 2003: CART (Platz 3) - 2004: Champ Car (Platz 12) - 2005: NASCAR Busch Series (Platz 37) - 2005: NASCAR West Series (Platz 40) - 2006: NASCAR Busch Series (Platz 91) - 2006: NASCAR Craftsman Truck Series (Platz 39) | - 2006: Rolex Sports Car Series, DP (Platz 62) - 2007: WTCC (Platz 18) - 2007: NASCAR Busch Series (Platz 106) - 2007: Rolex Sports Car Series, DP (Platz 61) - 2008: A1GP - 2008: NASCAR Nationwide Series (Platz 134) - 2008: ALMS, LMP2 (Platz 32) - 2010: WRC - 2010: Turismos de Resistencia, GTT (Platz 12) - 2011: WRC - 2012: IndyCar Series (Platz 32) - 2013: IndyCar Series |

### Einzelergebnisse in der IndyCar Series
| Jahr      | Team                           | 1   | 2   | 3    | 4   | 5    | 6   | 7   | 8   | 9   | 10  | 11  | 12  | 13  | 14  | 15  | 16  | 17  | 18  | 19  | Punkte | Rang |
| --------- | ------------------------------ | --- | --- | ---- | --- | ---- | --- | --- | --- | --- | --- | --- | --- | --- | --- | --- | --- | --- | --- | --- | ------ | ---- |
| 1996      | Team Scandia                   | WDW | PHX | INDY |     |      |     |     |     |     |     |     |     |     |     |     |     |     |     |     | 74     | 52.  |
| 1996      | Team Scandia                   |     | 20  | 13   |     |      |     |     |     |     |     |     |     |     |     |     |     |     |     |     | 74     | 52.  |
| 1996/1997 | Team Scandia                   | NWH | LVS | WDW  | PHX | INDY | TXS | PPI | CHR | NH2 | LV2 |     |     |     |     |     |     |     |     |     | 33     | 36.  |
| 1996/1997 | Team Scandia                   | 2   |     |      |     |      |     |     |     |     |     |     |     |     |     |     |     |     |     |     | 33     | 36.  |
| 2012      | Rahal Letterman Lanigan Racing | STP | ALA | LBH  | SAO | INDY | DET | TXS | MIL | IOW | TOR | EDM | MDO | SNM | BAL | FON |     |     |     |     | 16     | 32.  |
| 2012      | Rahal Letterman Lanigan Racing |     |     | 1922 |     |      |     |     |     |     |     |     |     |     |     |     |     |     |     |     | 16     | 32.  |
| 2013      | Rahal Letterman Lanigan Racing | STP | ALA | LBH  | SAO | INDY | DET | DET | TXS | MIL | IOW | POC | TOR | TOR | MDO | SNM | BAL | HOU | HOU | FON | –      | –    |
| 2013      | Rahal Letterman Lanigan Racing |     |     | DNQ  |     |      |     |     |     |     |     |     |     |     |     |     |     |     |     |     | –      | –    |

(Legende)